# Marcus Grönholm
Marcus Ulf Johan Grönholm (Kauniainen, 5 februari 1968) is een Fins voormalig rallyrijder, die tot aan 2007 actief was in het wereldkampioenschap rally. Hij is een tweevoudig wereldkampioen; titels die hij behaalde in de seizoenen 2000 en 2002 met Peugeot. Grönholm kwam later nog uit voor Ford, waarmee hij zijn carrière afsloot met dertig WK-rally overwinningen op zijn conto; een prestatie die hem enkel Sébastien Loeb en Sébastien Ogier voor zich ziet dulden in de recordboeken. Hierna heeft Grönholm nog sporadisch deelgenomen aan rally's, waaronder een paar optredens in het WK, en is hij ook kortstondig actief geweest in rallycross.
Marcus Grönholm, ook wel bekend als "Bosse" of "Magic Marcus", brak relatief laat door als een internationale rally-ster, maar werd kort daarna al wel wereldkampioen, samen met zijn navigator Timo Rautiainen, die sinds 1995 naast hem plaatsnam, en tevens zijn zwager is. Grönholm won in 2002 de Race of Champions. In de 2006 editie won hij ook de Nations Cup voor Finland, samen met Formule 1-coureur Heikki Kovalainen. Grönholm woont in Ingå met zijn vrouw Teresa, en heeft drie kinderen. Een daarvan, Niclas, neemt tegenwoordig deel aan het wereldkampioenschap rallycross.

## Carrière

### Beginjaren
De vader van Marcus Grönholm, Ulf "Uffe" Grönholm, was in de jaren zeventig en vroege jaren tachtig ook rallyrijder, en als tweevoudig Fins kampioen een niet zonder succes. Hij kwam echter om het leven bij een ongeval tijdens een testsessie voorafgaand aan een rally in 1981. Het was volgens Marcus ook Ulf, en niet zijn neef Sebastian Lindholm (meervoudig Fins rallykampioen en ook sporadisch deelnemer in het WK), die hem heeft aangespoord om te gaan rallyrijden, waar Grönholm in 1987 zijn debuut in maakte. Hiervoor was Grönholm in zijn tienerjaren actief in de motorcross, maar moest dat opgeven nadat hij tijdens een ongeluk zijn knieën ernstig blesseerde.
Grönholm debuteerde vervolgens in 1989 in zijn thuisrally in Finland in het wereldkampioenschap rally, achter het stuur van een Groep N-Lancia Delta Integrale. Daarna begon hij rally's te rijden met Toyota's, een merk waarmee hij naar verluidt acht jaar mee verbonden zou blijven. Actief voor het Finnish Junior Rally Team werd hij in 1991 Fins rallykampioen in de productieklasse en de junioren categorie. Vervolgens nam hij plaats in het Groep A-materiaal van Toyota, waarmee hij in 1994, 1996, 1997 en 1998 het open Fins rallykampioenschap op zijn naam schreef. In deze periode werd hij ook in grotere mate actief in het WK, en wist het zover te schoppen een aantal optredens te maken voor het fabrieksteam van Toyota in de seizoenen 1997 en 1998 met de Toyota Corolla WRC. Tot een vast contract leidde het niet, en even overwoog Grönholm te stoppen om zijn werkzaamheden als boer fulltime voort te zetten (iets wat hij tot dan toe combineerde met zijn rallyactiviteiten), maar na een paar gastoptredens voor Seat en Mitsubishi, werd hij voor het seizoen 1999 gecontracteerd als vaste rijder bij Peugeot, die in de loop van dat seizoen in de vorm van de Peugeot 206 WRC hun World Rally Car zouden debuteren in het kampioenschap. Een vierde plaats in Finland was zijn beste resultaat dat jaar, maar met een volledig programma in het vooruitzicht het seizoen daarop bewees Grönholm zich al te kunnen meten met de top.

### Wereldkampioenschap rally

#### 2000-2005: Peugeot

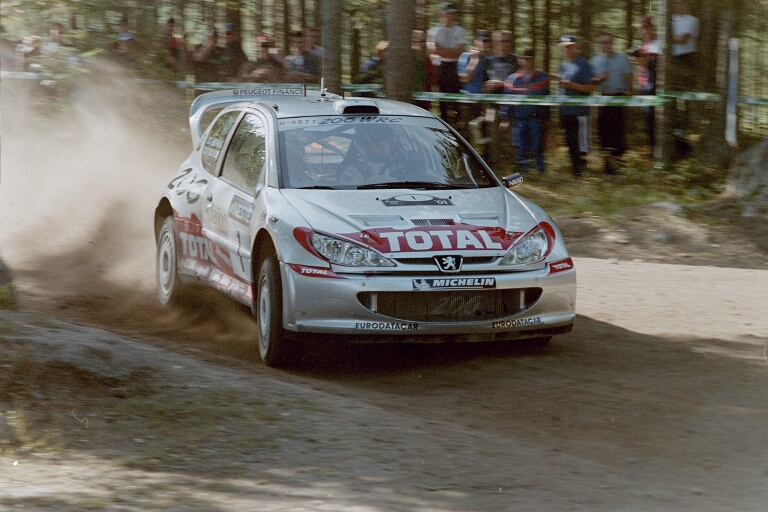
Grönholm met Peugeot op weg naar de overwinning tijdens de Rally van Finland in 2001

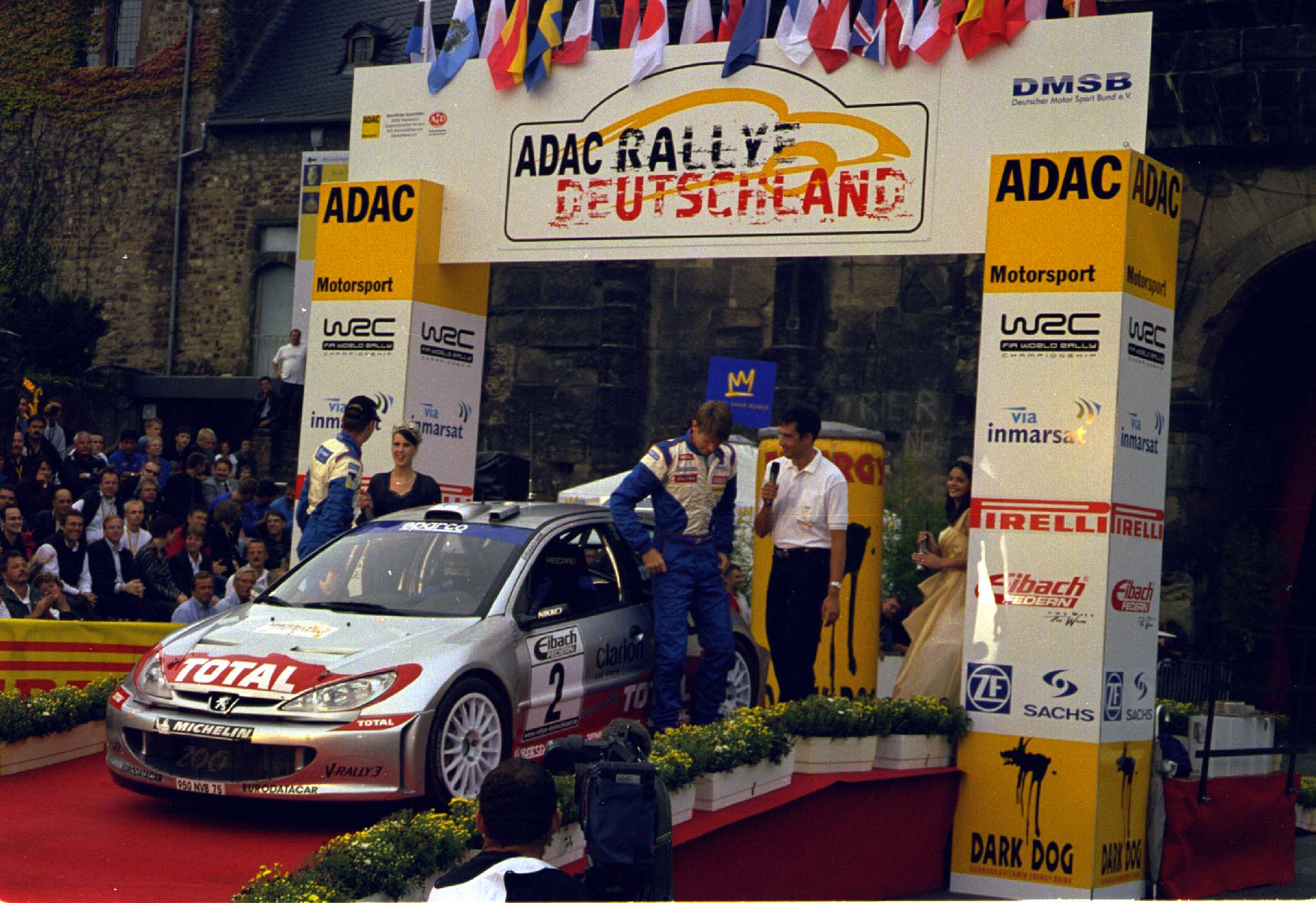
Grönholm op het startpodium in Duitsland in 2002

Peugeot ondernam inderdaad een volledige WK-campagne in het 2000 seizoen, waarin François Delecour en Gilles Panizzi de teamgenoten waren van Grönholm. Na een valse start in Monte Carlo, waar het team voorafgaand aan de tweede etappe met overnacht bevroren motoren, de drie ingeschreven 206 WRC's moest terugtrekken uit de wedstrijd, excelleerde Grönholm tijdens de aansluitende WK-ronde in Zweden, en wist daar met overtuiging zijn eerste WK-rally op zijn naam te schrijven. Een tweetal podium resultaten volgde, maar het waren twee opeenvolgende zeges in Nieuw-Zeeland en Finland die hem vanaf dat moment lanceerde als een serieuze kanshebber op de wereldtitel dat jaar. Een vierde overwinning volgt nog in Australië, en tijdens de seizoensafsluiter in Groot-Brittannië wist hij in het spoor van zijn directe concurrent Richard Burns te blijven, en had hij aan zijn tweede plaats uiteindelijk genoeg om het kampioenschap voor hemzelf binnen te slepen. Peugeot zou daarnaast voor het eerst in veertien jaar ook met de titel bij de constructeurs aan de haal gaan. Grönholm kende vervolgens een rampzalig verloop van het 2001 seizoen, waar hij in de eerste acht rondes slechts eenmaal de finish wist te zien, iets wat grotendeels te wijten was aan de fragiele betrouwbaarheid van een doorontwikkelde versie van de 206 WRC. Deze problemen bleken in de tweede seizoenshelft verholpen, en hoewel Grönholm inmiddels kansloos was om zijn titel succesvol te kunnen verdedigen, wist hij met het winnen van drie rally's Peugeot toch te helpen om bij de constructeurs opnieuw het kampioenschap binnen te halen. Deze lijn werd voortgezet in 2002, in wat het piekjaar zou zijn voor Peugeot en hun 206 WRC. In de handen van Grönholm was deze niet alleen betrouwbaar, maar wist het in meerdere gevallen ook compleet te domineren. Een diskwalificatie in Argentinië en een opgave door motorpech in Kenia voor Grönholm zorgde in de eerste seizoenshelft nog voor enige spanning in de titelstrijd, maar vanaf dat moment finishte Grönholm consistent op het podium, en in Nieuw-Zeeland, daar met zijn vierde van in totaal vijf overwinningen gedurende het seizoen, besliste hij het kampioenschap voor de tweede keer in zijn voordeel. Uiteindelijk had hij meer dan het dubbele in puntenaantal gescoord dan Petter Solberg, die dat seizoen als runner-up zou eindigen in het kampioenschap. Niet geheel verrassend werd ook de constructeurstitel opnieuw een prooi voor het Peugeot team. Maar net als in 2001, liep de titelverdediging van Grönholm in 2003 uit op een mislukking. Dit keer was de seizoenstart relatief goed te noemen, met drie zeges uit de eerste vijf rondes, waarmee hij door Peugeot-teambaas Corrado Provera werd omgedoopt tot "Magic Marcus". Maar goede resultaten werden hierna spaarzamer, en wanneer het niet door technisch falen kwam, dan waren het de twee enigszins knullige stuurfouten en consequente DNF's van Grönholm in Australië en San Remo de reden die hem buitenspel zou zetten voor de titelstrijd dat jaar. 

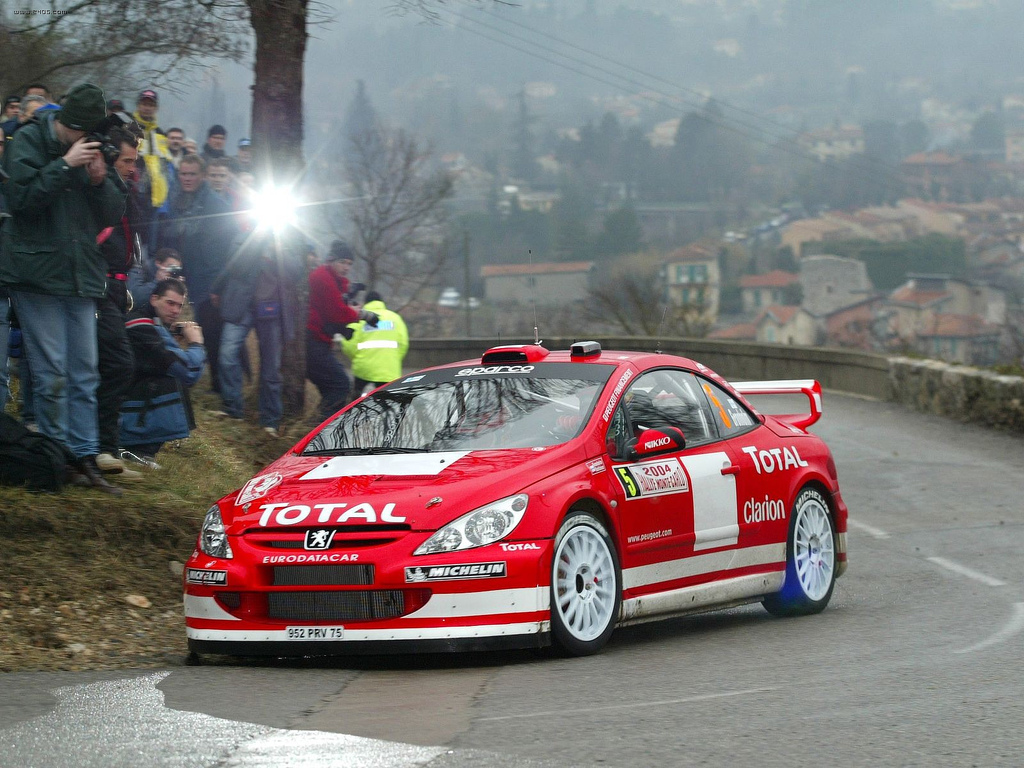
In 2004 debuteerde Grönholm in Monte Carlo de Peugeot 307 WRC in het kampioenschap

In het 2004 seizoen verving Peugeot de succesvolle 206 WRC met de 307 WRC, die zowel in aerodynamisch opzicht als in esthetiek sterk verschilde met zijn voorganger, en in eerste instantie ook opvallend genoeg opereerde met een viertallige-versnellingsbak, iets waar Grönholm zich moeilijk mee wist aan te passen en wat later in het seizoen voor hem ook zou worden teruggedraaid tot een vijfbak. Hoewel de seizoensstart ondanks het ontbreken van overwinningen niet slecht te noemen was, werd het, alleen al te merken aan de openlijke kritiek die Grönholm zelf uitte, duidelijk dat de 307 WRC niet de gehoopte resultaten van zijn voorganger zou evenaren dat seizoen. In Cyprus werd de auto met Grönholm achter het stuur van haar eerste overwinning ontdaan, na diskwalificatie vanwege een vermeende illegale waterpomp; dit terwijl concurrent Citroën op dat moment gebruik maakte van een identiek type onderdeel, maar diskwalificatie wel ontweken. De eerste en ook enige zege dat seizoen werd door Grönholm uiteindelijk voor eigen publiek geboekt in Finland, maar zijn snelheid in andere rally's resulteerde ook steeds vaker in ongelukken, iets wat voorheen niet zozeer typisch was voor Grönholm, maar temeer te maken kon hebben met de combinatie rijder-auto.

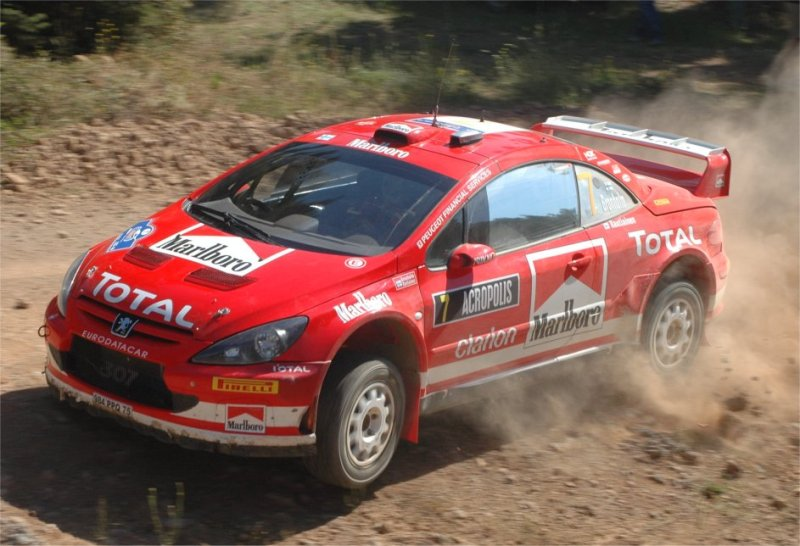
Grönholm actief in Griekenland in 2005, zijn laatste seizoen bij Peugeot

Ondanks twee teleurstellende seizoenen, bleef Grönholm het team van Peugeot trouw in het daaropvolgende 2005 seizoen, waarin het Franse merk de overstap maakte naar het bandenschoeisel van Pirelli, wat gezien de prestaties in vergelijking met Michelin op dat moment een discutabele beslissing was, en het daarnaast ook nog altijd geplaagd werd door de transmissieproblemen uit het voorgaande seizoen. Hoewel de betrouwbaarheid en de resultaten een stuk constanter waren gaandeweg het seizoen, werd de overmacht van Citroën, met in het speciaal hun kopman Sébastien Loeb, wel overduidelijk. Grönholm's eerste overwinning dat seizoen moest wederom wachten tot zijn thuisrally in Finland, op het moment dat Loeb eigenlijk al een comfortabele marge op Grönholm had opgebouwd in het kampioenschap. Drama volgde er echter tijdens de WK-ronde van Groot-Brittannië, waar Grönholm's teamgenoot Markko Märtin in een zwaar ongeluk zijn navigator Michael Park zijn leven zag verliezen. Het team van Peugeot stootte terug door in de daaropvolgende ronde in Japan met Grönholm p emotionele wijze te zegevieren, maar de laatste drie rondes zouden hierna allen uitlopen op DNF's. Met het al eerder aangekondigde vertrek van Peugeot uit het kampioenschap na afloop van het seizoen, bewees dit voor Grönholm een droevig einde bij het team waar hij zijn grootste successen mee zou halen.

#### 2006-2007: Ford

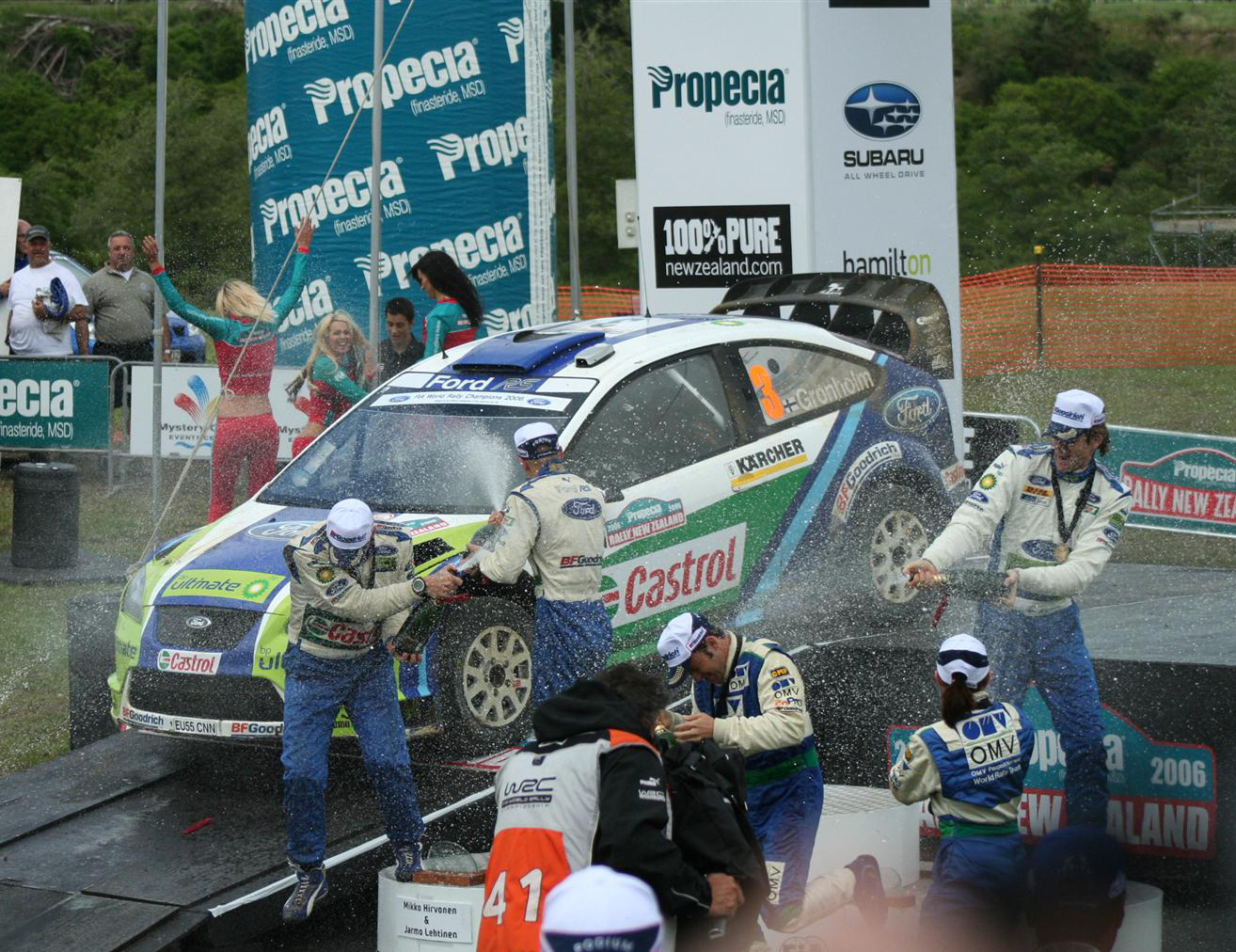
Grönholm viert zijn overwinning in Nieuw-Zeeland in 2006

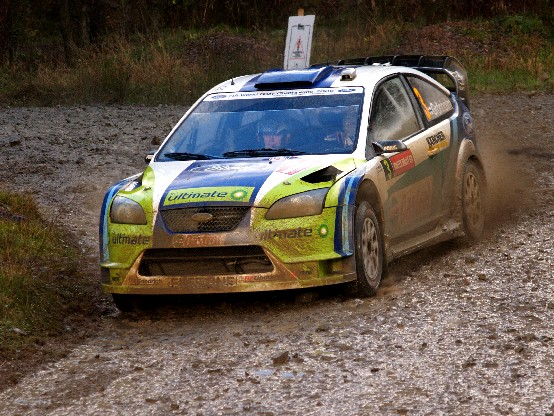
Grönholm met Ford actief in de Rally van Groot-Brittannië in 2006

Het ontbreken van PSA (Peugeot-Citroën) in het kampioenschap in 2006 bracht Grönholm voor het eerst in jaren in de markt voor een zitje bij een ander team, en het was Ford die gelijk interesse wekten. Het duo Grönholm en navigator Timo Rautiainen kwamen uiteindelijk tot een overeenkomst om het team van Ford met een geheel nieuwe Ford Focus RS WRC dat seizoen aan te voeren, waar Grönholm in Mikko Hirvonen ook een nieuw teamgenoot kreeg. Een droomstart werd gemaakt toen Grönholm de openingsronde van het kampioenschap in Monte Carlo op zijn naam wist te schrijven. Een kostbare fout van torenhoge favoriet en regerend wereldkampioen Loeb bracht Grönholm hiervoor in stelling, en hij wist dit resultaat bedeesd over de streep te trekken en zodoende voor het eerst op asfalt te winnen. Hij verstevigde zijn positie toen hij de daaropvolgende ronde in Zweden eveneens won, maar verloor weer terrein op Loeb met een reeks wisselvallige resultaten die het restant van zijn eerste seizoenshelft zou kenmerken. Ondanks dat Grönholm aan het begin van de tweede seizoenshelft weer aan het winnen was geslagen, genoot Loeb opnieuw van een ruime voorsprong, maar die zette zichzelf buitenspel toen hij buiten de rally's om zijn arm dusdanig blesseerde dat hij de laatste vier rondes van het kampioenschap moest uitzitten. Grönholm profiteerde gelijk door de eerstvolgende rally in Turkije te winnen, maar alle hoop voor hem verdween toen hij in openingsfase in Australië ongelukkig van de weg raakte en daarmee veel tijd verloor. Met zijn uiteindelijke vijfde plaats was de marge met Loeb net te ruim om de Fransman nog te kunnen achterhalen in de titelstrijd, en waren hierna de twee opeenvolgende zeges in Nieuw-Zeeland en Groot-Brittannië waarmee Grönholm zijn seizoen afsloot er enkel voor de palmares. Hij en teamgenoot Hirvonen zorgde er wel voor dat Ford voor het eerst in zevenentwintig jaar het kampioenschap bij de constructeurs weer kon vieren.

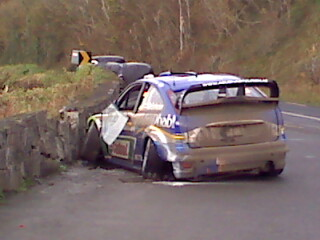
Een ongeluk in Ierland deed Grönholm in het 2007 seizoen een mogelijke titel kosten

In het 2007 seizoen vervulde Grönholm wederom de rol als kopman binnen het team van Ford. Zijn naaste concurrent was opnieuw Loeb die, nu achter het stuur van de nieuwe Citroën C4 WRC, zich in tegenstelling tot Grönholm betrapte op een paar nul-resultaten, waardoor Grönholm met ingang van de laatste drie rondes het kampioenschap zou leiden. Eerder in het seizoen, in Finland, wist Grönholm voor zevende keer het evenement te winnen, een record aantal overwinningen dat op dat moment nog niet eerder was voorgekomen in een en dezelfde WK-rally. De intense strijd tussen Grönholm en Loeb bereikte zijn absolute climax in Nieuw-Zeeland, waar in een voortdurend nauw gevecht tussen de twee, Grönholm zijn naaste concurrent uiteindelijk wist te verslaan met slechts driehonderdste van een seconde voorsprong. Het zou zijn 30e en laatste WK-rally zege uit zijn carrière betekenen. De twee podiumplaatsen die hij tijdens de daaropvolgende asfaltrondes in Corsica en Catalonië behaalde, waren belangrijk om Loeb voor te blijven in het kampioenschap, met het oog dat hij zijn slag weer kon slaan op het onverhard in Japan en Groot-Brittannië, terwijl het asfalt van Ierland debuteerde in het kampioenschap en daarom voor beide een nieuwe ervaring waren. In Japan betrapte Grönholm zich echter als snel op een fout na het uitkomen van een bocht, waardoor hij van de weg ging en daardoor een obstakel raakte, waarvan het in eerste instantie leek dat het minimale schade had aangebracht aan zijn auto. Later bleek echter dat de rolkooi zodanig beschadigd was, dat Grönholm vanwege veiligheidsredenen de rally niet voort kon zetten. Het verlies van belangrijke punten werd enigszins verlicht doordat Loeb ook zou uitvallen, nadat hij onkarakteristiek verongelukte en om die reden niet verder kon. In Ierland wist Grönholm zich na een bemoedigende start te verrassen op een van de openingsproeven, toen hij in gladde omstandigheden de grip verloor en vervolgens bij het aankomen van een rechtse bocht, hard rechtdoor schoot en tot stilstand kwam tegen een stenen muur. Deze impact deed ervoor zorgen dat de linkerkant van zijn wielophanging compleet was afgebroken, waardoor Grönholm geen andere keus had dan aan de zijlijn toe te zien hoe Loeb de rally zou winnen en de leiderspositie in het kampioenschap van hem zou overnemen. Tijdens de seizoensafsluiter in Groot-Brittannië wist Grönholm zich met een tweede plaats nog wel voor Loeb te scharen, maar die had aan zijn derde positie genoeg om zijn vierde wereldtitel op rij veilig te stellen. Grönholm en Hirvonen bezorgde Ford echter opnieuw de titel bij de constructeurs.
Eerder dat jaar in september kondigde Grönholm, op dat moment nog als potentiële titelkandidaat, zijn afscheid aan als actief rallyrijder na afloop van dat seizoen.

### Latere carrière

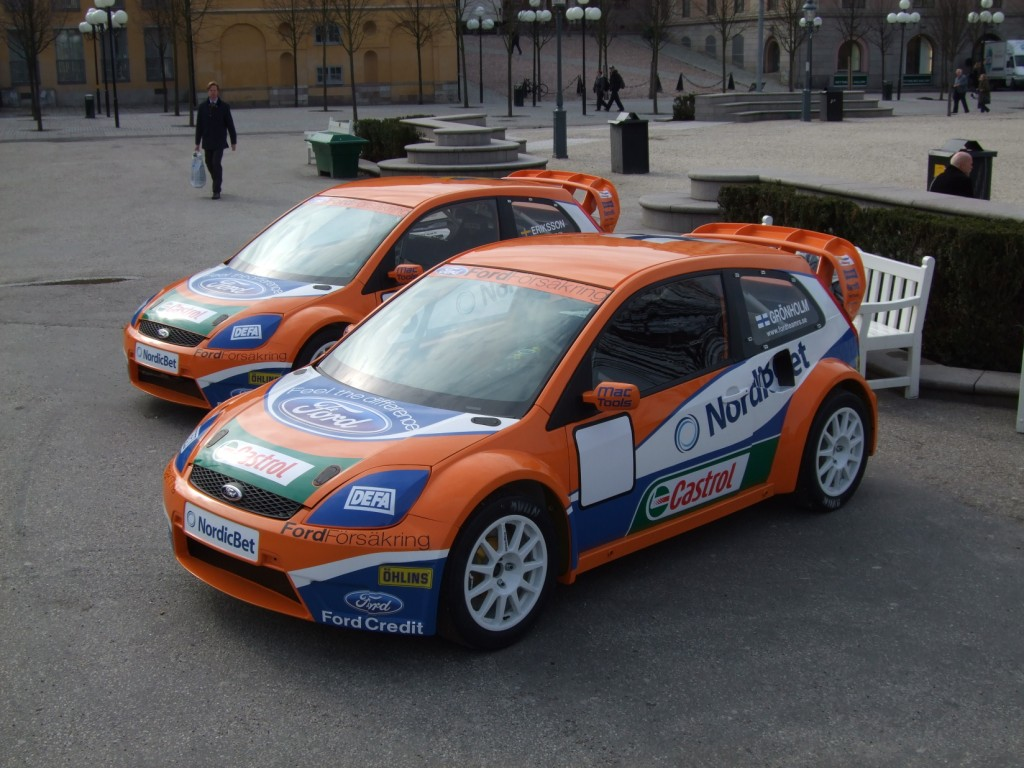
In 2008 nam Grönholm deel aan enkele rallycross evenementen in een Ford Fiesta, zowel in het Zweeds als Europees kampioenschap

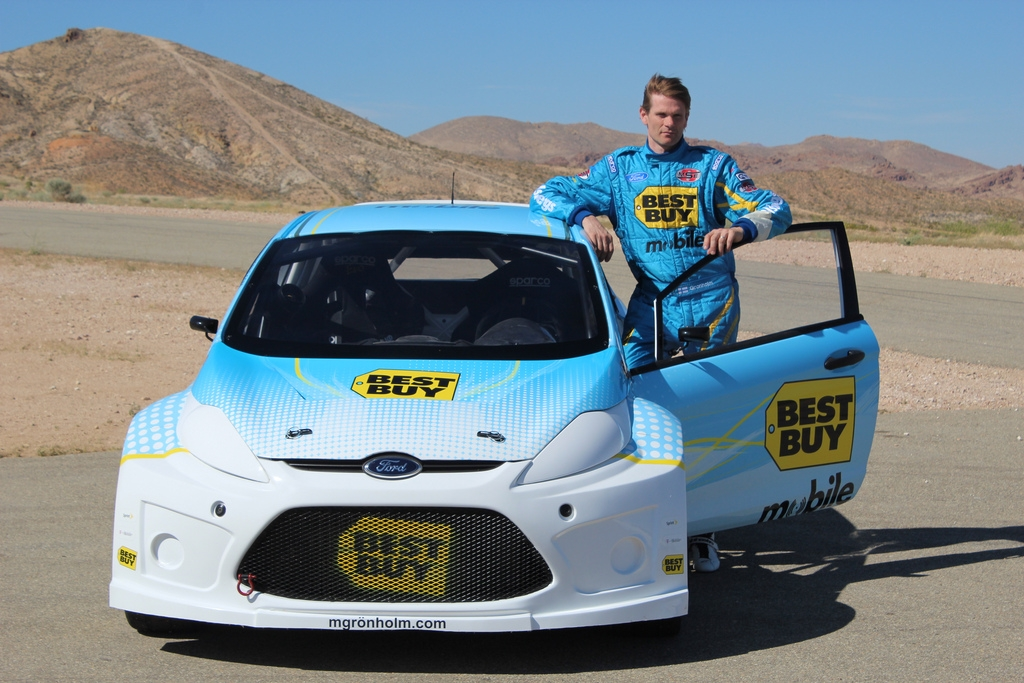
Grönholm naast de Ford Fiesta waarmee hij in 2012 deelnam aan het Global Rallycross kampioenschap

Aangezien Grönholm een driejarig contract had bij M-Sport, die Ford vertegenwoordigden in hun rallyactiviteiten, werd in april 2008 bekendgemaakt dat hij een geselecteerd Europees rallycross seizoen ging afwerken, rijdend in een 560 Pk sterke Ford Fiesta ST 4x4. Behalve in Zweden, waar hij vrij verrassend de EK-ronde won, kwam hij ook nog in Nederland (Eurocircuit te Valkenswaard) en Polen aan de start. In juli 2009 onderging hij ook in een andere discipline een poging, toen hij wederom met een Ford Fiesta, ditmaal geprepareerd door het Zweedse Olsbergs MSE, deelnam aan de Pikes Peak International Hillclimb, een heuvelklim wedstrijd in Noord-Amerika.
In de rallysport maakte Grönholm in het seizoen 2009 een terugkeer in het WK in Portugal, achter het stuur van een Subaru Impreza WRC geprepareerd door Prodrive. Alhoewel het voor Grönholm vooral om vermaak ging, in een auto die tevens onbekend voor hem was, wist hij zich desondanks te scharen in de top vijf van het klassement, totdat hij op de tweede etappe van de rally van de weg ging en daarbij de motor beschadigde, waardoor hij op moest geven. Een tweede terugkeer kwam er voor Grönholm aan de start van het 2010 seizoen, in Zweden, waar hij voor het Stobart M-Sport Ford Rally Team wederom achter het stuur kroop van een Focus RS WRC. Grönholm lag op de openingsdag van de rally zesde toen hij met technische problemen te maken kreeg en ver terugviel in het klassement. Grönholm vocht zich uiteindelijk nog terug tot een 21e positie, en wist in dit proces ook nog een klassementsproef op zijn naam te schrijven.
Grönholm is hierna nog actief geweest in het Global RallyCross kampioenschap met een Ford Fiesta. Een ongeluk in 2012 beëindigde zijn carrière daarin. Hierna heeft hij activiteiten gedaan als testrijder voor Volkswagen Motorsport, en testte met hen bijvoorbeeld nog de 2017-versie van de Polo R WRC, die na de aankondiging dat Volkswagen zou stoppen met hun WK-team, nooit competitie heeft gezien.

## Complete resultaten in het wereldkampioenschap rally
| Seizoen | Inschrijving                    | Auto                         | 1       | 2       | 3       | 4       | 5       | 6       | 7       | 8       | 9       | 10      | 11      | 12      | 13      | 14      | 15      | 16      | Pos. | Punten |
| ------- | ------------------------------- | ---------------------------- | ------- | ------- | ------- | ------- | ------- | ------- | ------- | ------- | ------- | ------- | ------- | ------- | ------- | ------- | ------- | ------- | ---- | ------ |
| 1989    | Marcus Grönholm                 | Lancia Delta Integrale       | ZWE     | MON     | POR     | KEN     | FRA     | GRI     | NZL     | ARG     | FIN 23  | AUS     | ITA     | IVK     | GBR     |         |         |         | –    | 0      |
| 1990    | Marcus Grönholm                 | Toyota Celica GT-Four        | MON     | POR     | KEN     | FRA     | GRI     | NZL     | ARG     | FIN DNF | AUS     | ITA     | IVK     | GBR     |         |         |         |         | –    | 0      |
| 1991    | Marcus Grönholm                 | Toyota Celica GT-Four        | MON     | ZWE     | POR     | KEN     | FRA     | GRI     | NZL     | ARG     | FIN 13  | AUS     | ITA     | IVK     | SPA     | GBR     |         |         | –    | 0      |
| 1992    | Finnish Junior Team             | Toyota Celica GT-Four        | MON     | ZWE DNF | POR     | KEN     | FRA     | GRI     | NZL     | ARG     |         |         |         |         |         |         |         |         | –    | 0      |
| 1992    | Marcus Grönholm                 | Toyota Celica Turbo 4WD      |         |         |         |         |         |         |         |         | FIN DNF | AUS     | ITA     | SPA     | IVK     | GBR     |         |         | –    | 0      |
| 1993    | Marcus Grönholm                 | Toyota Celica Turbo 4WD      | MON     | ZWE     | POR     | KEN     | FRA     | GRI     | ARG     | NZL     | FIN 10  | AUS     | ITA     | SPA     | GBR     |         |         |         | 65   | 1      |
| 1994    | Marcus Grönholm                 | Toyota Celica Turbo 4WD      | MON     | ZWE DNF | POR     | KEN     | FRA     | GRI     | ARG     | NZL     | FIN 5   | AUS     | ITA     | SPA     | GBR     |         |         |         | 22   | 8      |
| 1995    | Marcus Grönholm                 | Toyota Celica Turbo 4WD      | MON     | ZWE DNF |         |         |         |         | NZL DNF | ARG     | FIN 2   | AUS     | ITA     | SPA     | GBR     |         |         |         | –    | 0      |
| 1995    | H.F. Grifone                    | Toyota Celica Turbo 4WD      |         |         | POR DNF | KEN     | FRA     | GRI     |         |         |         |         |         |         |         |         |         |         | –    | 0      |
| 1996    | Marcus Grönholm                 | Toyota Celica Turbo 4WD      | MON     | ZWE 7   | POR     | KEN     | IND     | FRA     | GRI     | NZL     | ARG     |         |         |         |         |         |         |         | 10   | 14     |
| 1996    | Team Toyota Castrol Finland     | Toyota Celica GT-Four        |         |         |         |         |         |         |         |         |         | FIN 4   | AUS     | ITA     | SPA     | GBR     |         |         | 10   | 14     |
| 1997    | Toyota Castrol Team Sweden      | Toyota Celica GT-Four        | MON     | ZWE 8   | KEN     |         |         |         |         |         |         |         |         |         |         |         |         |         | 12   | 5      |
| 1997    | Toyota Castrol Team Finland     | Toyota Celica GT-Four        |         |         |         | POR DNF | SPA     | FRA     |         |         |         |         |         |         |         |         |         |         | 12   | 5      |
| 1997    | H.F. Grifone                    | Toyota Celica GT-Four        |         |         |         |         |         |         | ARG 4   | GRI     | NZL     |         |         |         |         |         |         |         | 12   | 5      |
| 1997    | Toyota Castrol Team             | Toyota Corolla WRC           |         |         |         |         |         |         |         |         |         | FIN DNF | IND     | ITA     | AUS     | GBR DNF |         |         | 12   | 5      |
| 1998    | H.F. Grifone                    | Toyota Celica GT-Four        | MON     | ZWE 5   | KEN     |         |         |         |         |         |         |         |         |         |         |         |         |         | 16   | 2      |
| 1998    | H.F. Grifone                    | Toyota Corolla WRC           |         |         |         | POR DNF | SPA DNF | FRA     | ARG     | GRI     | NZL DNF |         |         |         |         |         |         |         | 16   | 2      |
| 1998    | Toyota Castrol Team             | Toyota Corolla WRC           |         |         |         |         |         |         |         |         |         | FIN 7   | ITA     | AUS     | GBR DNF |         |         |         | 16   | 2      |
| 1999    | Seat Sport                      | Seat Córdoba WRC             | MON     | ZWE DNF | KEN     |         |         |         |         |         |         |         |         |         |         |         |         |         | 15   | 5      |
| 1999    | Marlboro Mitsubishi Ralliart    | Mitsubishi Carisma GT Evo VI |         |         |         | POR DNF | SPA     | FRA     | ARG     |         |         |         |         |         |         |         |         |         | 15   | 5      |
| 1999    | Peugeot Esso                    | Peugeot 206 WRC              |         |         |         |         |         |         |         | GRI DNF | NZL     | FIN 4   | CHN     | ITA 8   | AUS 5   | GBR DNF |         |         | 15   | 5      |
| 2000    | Peugeot Esso Sport              | Peugeot 206 WRC              | MON DNF | ZWE 1   | KEN DNF | POR 2   | SPA 5   | ARG 2   | GRI DNF | NZL 1   | FIN 1   | CYP DNF | FRA 5   | ITA 4   | AUS 1   | GBR 2   |         |         | 1    | 65     |
| 2001    | Peugeot Total                   | Peugeot 206 WRC              | MON DNF | ZWE DNF | POR 3   | SPA DNF | ARG DNF | CYP DNF | GRI DNF | KEN DNF | FIN 1   | NZL 5   | ITA 7   | FRA DNF | AUS 1   | GBR 1   |         |         | 4    | 36     |
| 2002    | Peugeot Total                   | Peugeot 206 WRC              | MON 5   | ZWE 1   | FRA 2   | SPA 4   | CYP 1   | ARG DSQ | GRI 2   | KEN DNF | FIN 1   | DUI 3   | ITA 2   | NZL 1   | AUS 1   | GBR DNF |         |         | 1    | 77     |
| 2003    | Marlboro Peugeot Total          | Peugeot 206 WRC              | MON 13  | ZWE 1   | TUR 9   | NZL 1   | ARG 1   | GRI DNF | CYP DNF | DUI 2   | FIN DNF | AUS DNF | ITA DNF | FRA 4   | SPA 6   | GBR DNF |         |         | 6    | 46     |
| 2004    | Marlboro Peugeot Total          | Peugeot 307 WRC              | MON 4   | ZWE 2   | MEX 6   | NZL 2   | CYP DSQ | GRI DNF | TUR 2   | ARG DNF | FIN 1   | DUI DNF | JPN 4   | GBR DNF | ITA 7   | FRA 4   | SPA 2   | AUS DNF | 5    | 62     |
| 2005    | Marlboro Peugeot Total          | Peugeot 307 WRC              | MON 5   | ZWE DNF | MEX 2   | NZL 2   | ITA 3   | CYP DNF | TUR 3   | GRI 4   | ARG 2   | FIN 1   | DUI 3   | GBR DNF | JPN 1   | FRA DNF | SPA DNF | AUS DNF | 3    | 71     |
| 2006    | BP Ford World Rally Team        | Ford Focus RS WRC 06         | MON 1   | ZWE 1   | MEX 8   | SPA 3   | FRA 2   | ARG 10  | ITA DNF | GRI 1   | DUI 3   | FIN 1   | JPN 2   | CYP 2   | TUR 1   | AUS 5   | NZL 1   | GBR 1   | 2    | 111    |
| 2007    | BP Ford World Rally Team        | Ford Focus RS WRC 06         | MON 3   | ZWE 1   | NOO 2   | MEX 2   | POR 4   | ARG 2   | ITA 1   | GRI 1   |         |         |         |         |         |         |         |         | 2    | 112    |
| 2007    | BP Ford World Rally Team        | Ford Focus RS WRC 07         |         |         |         |         |         |         |         |         | FIN 1   | DUI 4   | NZL 1   | SPA 3   | FRA 2   | JPN DNF | IER DNF | GBR 2   | 2    | 112    |
| 2009    | Prodrive                        | Subaru Impreza WRC2008       | IER     | NOO     | CYP     | POR DNF | ARG     | ITA     | GRI     | POL     | FIN     | AUS     | SPA     | GBR     |         |         |         |         | –    | 0      |
| 2010    | Stobart M-Sport Ford Rally Team | Ford Focus RS WRC 08         | ZWE 21  | MEX     | JOR     | TUR     | NZL     | POR     | BUL     | FIN     | DUI     | JPN     | FRA     | SPA     | GBR     |         |         |         | –    | 0      |

#### Overwinningen
| #  | Seizoen | Rally                                      | Navigator       | Auto                 |
| -- | ------- | ------------------------------------------ | --------------- | -------------------- |
| 1  | 2000    | 49th International Swedish Rally           | Timo Rautiainen | Peugeot 206 WRC      |
| 2  | 2000    | 31st Rally of New Zealand                  | Timo Rautiainen | Peugeot 206 WRC      |
| 3  | 2000    | 50th Neste Rally Finland                   | Timo Rautiainen | Peugeot 206 WRC      |
| 4  | 2000    | 13th Telstra Rally Australia               | Timo Rautiainen | Peugeot 206 WRC      |
| 5  | 2001    | 51st Neste Rally Finland                   | Timo Rautiainen | Peugeot 206 WRC      |
| 6  | 2001    | 14th Telstra Rally Australia               | Timo Rautiainen | Peugeot 206 WRC      |
| 7  | 2001    | 57th Network Q Rally of Great Britain      | Timo Rautiainen | Peugeot 206 WRC      |
| 8  | 2002    | 51st Uddeholm Swedish Rally                | Timo Rautiainen | Peugeot 206 WRC      |
| 9  | 2002    | 30th Rally Cyprus                          | Timo Rautiainen | Peugeot 206 WRC      |
| 10 | 2002    | 52nd Neste Rally Finland                   | Timo Rautiainen | Peugeot 206 WRC      |
| 11 | 2002    | 33rd Propecia Rally New Zealand            | Timo Rautiainen | Peugeot 206 WRC      |
| 12 | 2002    | 15th Telstra Rally Australia               | Timo Rautiainen | Peugeot 206 WRC      |
| 13 | 2003    | 52nd Uddeholm Swedish Rally                | Timo Rautiainen | Peugeot 206 WRC      |
| 14 | 2003    | 34th Propecia Rally New Zealand            | Timo Rautiainen | Peugeot 206 WRC      |
| 15 | 2003    | 23º Rally Argentina                        | Timo Rautiainen | Peugeot 206 WRC      |
| 16 | 2004    | 54th Neste Rally Finland                   | Timo Rautiainen | Peugeot 307 WRC      |
| 17 | 2005    | 55th Neste Rally Finland                   | Timo Rautiainen | Peugeot 307 WRC      |
| 18 | 2005    | 2nd Rally Japan                            | Timo Rautiainen | Peugeot 307 WRC      |
| 19 | 2006    | 74ème Rallye Automobile de Monte-Carlo     | Timo Rautiainen | Ford Focus RS WRC 06 |
| 20 | 2006    | 55th Uddeholm Swedish Rally                | Timo Rautiainen | Ford Focus RS WRC 06 |
| 21 | 2006    | 53rd BP Ultimate Acropolis Rally of Greece | Timo Rautiainen | Ford Focus RS WRC 06 |
| 22 | 2006    | 56th Neste Oil Rally Finland               | Timo Rautiainen | Ford Focus RS WRC 06 |
| 23 | 2006    | 7th Rally of Turkey                        | Timo Rautiainen | Ford Focus RS WRC 06 |
| 24 | 2006    | 37th Propecia Rally New Zealand            | Timo Rautiainen | Ford Focus RS WRC 06 |
| 25 | 2006    | 62nd Wales Rally of Great Britain          | Timo Rautiainen | Ford Focus RS WRC 06 |
| 26 | 2007    | 56th Uddeholm Swedish Rally                | Timo Rautiainen | Ford Focus RS WRC 06 |
| 27 | 2007    | 4º Rally d´Italia Sardegna                 | Timo Rautiainen | Ford Focus RS WRC 06 |
| 28 | 2007    | 54th BP Ultimate Acropolis Rally of Greece | Timo Rautiainen | Ford Focus RS WRC 06 |
| 29 | 2007    | 57th Neste Oil Rally Finland               | Timo Rautiainen | Ford Focus RS WRC 07 |
| 30 | 2007    | 38th Rally New Zealand                     | Timo Rautiainen | Ford Focus RS WRC 07 |